# Systellogaster silacea
Systellogaster silacea là một loài ruồi trong họ Asilidae. Systellogaster silacea được Martin miêu tả năm 1975.